# Antonio Artusini
Antonio Artusini né à Forlì le 2 octobre 1554 et mort après 1624 (parfois 1604)) est un jurisconsulte, poète et orateur italien.

## Biographie
Antonio Artusini de Forlì, et non pas de Ravenne, comme l’ont cru quelques écrivains, naquit le 2 octobre 1554. Il fut jurisconsulte, poète et orateur. Il prenait le titre de chevalier, et vivait encore en 1624, comme il paraît par le titre de cet ouvrage : Oratio habita in publico consistorio ad S. D. N. Urbanum VIII, pont. opt. max., in kal. maii 1624, dum illustrissimi Helvetiorum legati universæ Helvetiorum cathol. reipub. debitum eidem pont. obsequium redderent, Rome, in-4°. À la fin de ce discours, où il se nomme lui-même Antonius Astusinus Furoliviensis, se trouve la réponse faite par Giovanni Ciampoli, de Florence. On trouve encore d’Artusini quelques pièces de vers, entre autres une canzone italienne, dans les Rime scelte de poeti Ravennati, où elle a été insérée par erreur, et un sonnet, mis en tête du recueil des cinq discours intitulés Corone, etc., par Étienne de Lusignan, Padoue, 1577, in-4°.